# Michael Gerber
Michael Gerber (14 juni 1969) is een Amerikaanse auteur van parodieën, waaronder de Barry Trotter serie, parodieën op de Harry Potter boeken. Zijn boeken zijn niet in het Nederlands vertaald.

### De Barry Trotter serie
- Barry Trotter and the Unauthorized Parody, 2001
- Barry Trotter and the Unnecessary Sequel, 2003
- Barry Trotter and the Dead Horse, 2004

### Andere Boeken
- The Chronicles of Blarnia: The Lyin' Bitch in the Wardrobe, 2005
- Freshman, 2006
- Sophomore, 2007. Vervolg op Freshman.
- A Christmas Peril, 2007
- Our Kampf, 2008. Samen met Jonathan Schwarz
- Life After Death for Beginners, 2010
- Heaven Is A Deal, 2011
- Downturn Abbey, 2012